# Медаль Ерстеда
Меда́ль Ерсте́да (англ. Oersted Medal) — заснована у 1936 році Американською асоціацією вчителів фізики нагорода, яку присуджують тим, хто «зробив виключний, широкий і стійкий вплив на викладання фізики». Вона є найстарішою і найпрестижнішою нагородою Асоціації. Медаль отримала назву на честь відомого данського фізика Ганса Крістіана Ерстеда, першовідкривача електромагнетизму.
Серед відомих отримувачів премії є 8 нобелівських лауреатів.

## Список лауреатів

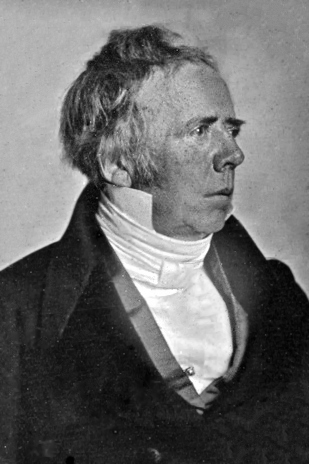
Ганс Крістіан Ерстед

- 1936: Вільям Саддердс Франклін
- 1937: Едвін Голл[2]
- 1938: Александер Вілмер Дафф
- 1939: Бенджамін Гаррісон Браун
- 1940:  Роберт Міллікен
- 1941: Генрі Крю[en]
- 1942: не присуджували
- 1943: Джордж Волтер Стюарт
- 1944: Рональд Рой Тайлстоун
- 1945: Гомер Додж[en]
- 1946: Рей Лі Едвардс
- 1947: Дуэйн Роллер
- 1948: Вільям Гарлі Барбер
- 1949: Арнольд Зоммерфельд
- 1950: Оррін Сміт
- 1951: Джон Горнбек
- 1952: Ансель Ноултон
- 1953: Річард Саттон
- 1954: Кліффорд Волл
- 1955: Вернет Ітон
- 1956: Джордж Уленбек
- 1957: Марк Земанскі[en]
- 1958: Джей В. Бухта
- 1959: Пол Кіркпатрік[en]
- 1960: Роберт Поль[en]
- 1961: Джерольд Закаріас[en]
- 1962: Френсіс Сірс[en]
- 1963: Френсіс Фрідман[en]
- 1964: Волтер Крістіан Мішелс
- 1965: Філіп Моррісон[en]
- 1966: Леонард Шіфф[en]
- 1967:  Едвард Перселл
- 1968: Гарлі Вайт[en]
- 1969: Ерік Роджерс[en]
- 1970: Едвін Кембл[en]
- 1971: Урі Габер-Шайм
- 1972:  Річард Фейнман
- 1973: Арнольд Аронс
- 1974: Мельба Філліпс[en]
- 1975: Роберт Резнік[en]
- 1976: Віктор Вайскопф
- 1977: Річард Крейн[en]
- 1978: Воллес Гілтон
- 1979: Чарльз Кіттель, Поль Клопстег[en][Ком. 1]
- 1980: Джеральд Холтон
- 1981: Роберт Карплюс[en]
- 1982:  Ісидор Рабі
- 1983: Джон Вілер
- 1984: Френк Оппенгеймер
- 1985: Сем Трейман[en]
- 1986: Стенлі Беллард[en]
- 1987: Кліффорд Шварц
- 1988:  Норман Рамзей
- 1989: Ентоні Френч[en]
- 1990: Карл Саган
- 1991: Фрімен Дайсон
- 1992: Ойген Мерцбахер[en]
- 1993:  Ганс Бете
- 1994: Леонард Джоссем
- 1995: Роберт Бек Кларк
- 1996: Дональд Голкомб[en]
- 1997: Деніел Клеппнер[en]
- 1998: Едвін Тейлор[en]
- 1999: Девід Гудстейн[en]
- 2000: Джон Кінг[en]
- 2001: Ліліан Мак-Дермотт[en]
- 2002: Девід Гестенс[en]
- 2003: Едвард Колб[en]
- 2004: Лоуренс Краусс
- 2005: Юджин Коммінс[en]
- 2006: Кеннет Форд[en]
- 2007:  Карл Віман
- 2008: Мілдред Дресселгауз
- 2009:  Джордж Смут
- 2010: не присуджували
- 2011: Ф. Джеймс Резерфорд[en]
- 2012: Чарльз Голброу[en]
- 2013: Едвард Редіш
- 2014: Дін Золлман
- 2015: Карл Мамола
- 2016: Джон Бедчер[en]
- 2017: Джен Тобочник
- 2018: Барбара Віттен
- 2019: Гей Стюарт[en][3]
- 2020: Девід Соколофф
- 2021: Ширлі Енн Джексон
- 2023: Сильвестр Гейтс[en]
- 2024: Лора Грін[en]